# Mission Racine

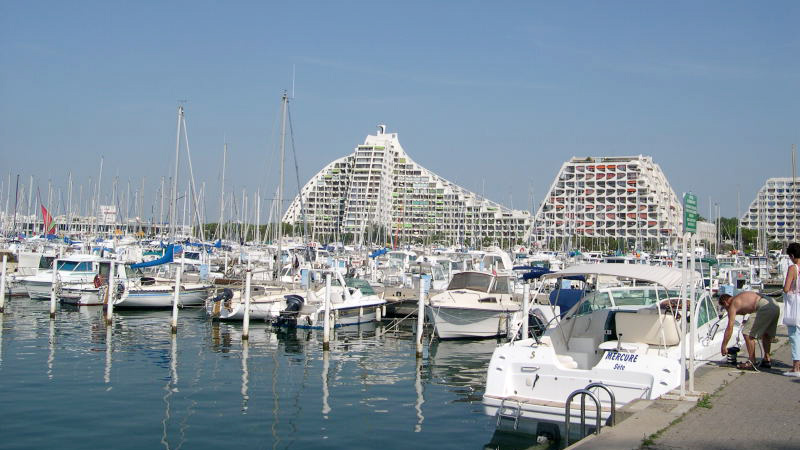
Vista de les estructures creades a La Mota Granda, fr. La Grande-Motte. (Port-estació marítima (Badia d'Aigues Mortes)

Mission Racine és el nom amb el qual es coneix la "mission interministérielle d'aménagement touristique du littoral du Languedoc-Roussillon" (missió interministerial de desenvolupament turístic del litoral del Llenguadoc-Rosselló) així anomenada pel cognom del seu president, el conseller d'Estat Pierre Racine.
Va ser una estructura administrativa francesa creada per decret de 18 de juny de 1963 per dur a terme importants obres d'infraestructures, amb vistes al desenvolupament de la costa mediterrània als departaments de Gard, Hérault, Aude i Pirineus Orientals. Aquest gran projecte es va realitzar a iniciativa de la Delegació de Planificació Regional i Acció Regional (DATAR). Va funcionar del 1963 al 1983.

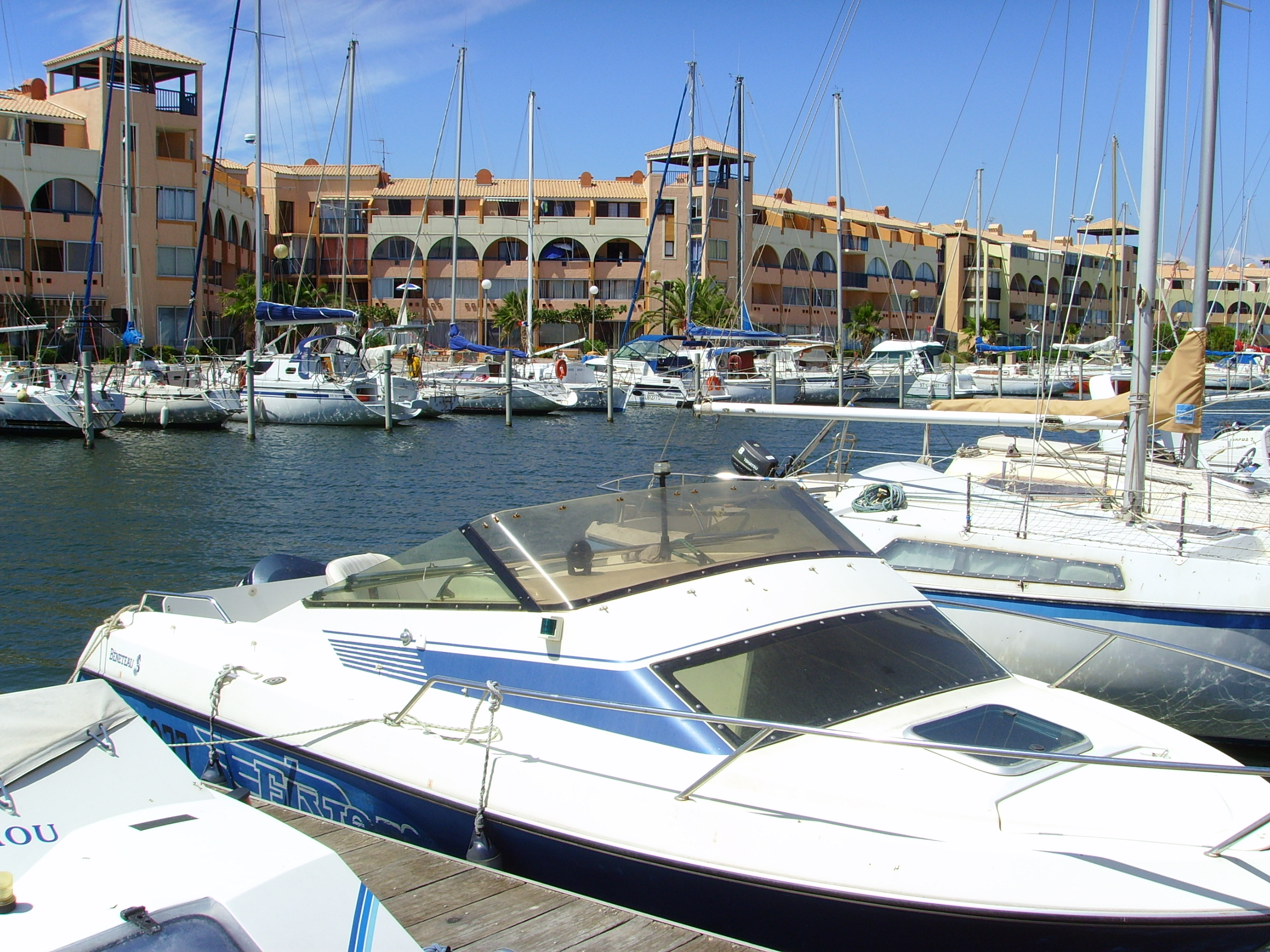
Port de Leucata,(Fitor, Auda) fr. Port-Leucate

Va ser l'origen de la creació de les estacions i ports turístics costaners de Port-Camargue (oc.Lo Grau dau Rèi), La Mota Granda, Lo Cap d'Agde, Grussan, Port Leucata, Port del Barcarès i Sant Cebrià de Rosselló.